# Venkappa Kengalgutti
Venkappa Kengalagutti, né le 12 juin 2001,, est un coureur cycliste indien.

## Biographie
En 2018, Venkappa Kengalagutti devient vice-champion d'Inde du contre-la-montre chez les juniors (moins de 19 ans). Il représente également son pays aux championnats d'Asie et aux championnats du monde sur piste juniors. 
Lors de la saison 2022, il décroche la médaille de bronze dans la poursuite par équipes aux championnats d'Asie, disputés à New Dehli. Il participe aussi aux Jeux du Commonwealth, où il se classe sixième de la poursuite par équipes. La même année, il obtient diverses places d'honneur aux championnats d'Inde sur piste. 
En janvier 2024, il termine quatrième du championnat d'Inde du contre-la-montre.

## Palmarès sur piste

### Championnats d'Asie
- New Dehli 2022
  -  Médaillé de bronze de la poursuite par équipes

### Championnats nationaux
- 2021
  - 2e du championnat d'Inde de poursuite par équipes
- 2022
  - 2e du championnat d'Inde de poursuite
  - 2e du championnat d'Inde de poursuite par équipes

## Palmarès sur route
- 2018
  - 3e du championnat d'Inde du contre-la-montre juniors